# Sideridis implexa
Sideridis implexa là một loài bướm đêm thuộc họ Noctuidae. Nó được tìm thấy ở Maroc tới Libya, ở Tây Ban Nha và từ tây nam châu Âu và Balkan tới Thổ Nhĩ Kỳ, Israel, Liban và vùng Kavkaz.
Con trưởng thành bay từ tháng 3 đến tháng 4. Có một lứa một năm.
Ấu trùng ăn các loài Dianthus in Europe.